# 出水中央高等学校
出水中央高等学校（いずみちゅうおうこうとうがっこう）は、鹿児島県出水市西出水町にある私立高等学校。

## 概要
- 学校法人出水学園が運営している。
- 遠隔地からの入学希望者が多く、男子寮1棟、女子寮を3棟完備。勉学・スポーツ両方に力を入れている。スポーツ面では野球部をはじめ、サッカー部、吹奏楽部、柔道部が鹿児島県や九州内で優秀な成績を収めている。
- 野球部、サッカー部、駅伝部、吹奏楽部が強化指定部となっている。専用野球練習場、専用人工芝サッカーグラウンド、吹奏楽専用練習ホール、低圧酸素ルームを完備している。

- 略称は出水市内は「中央」、それ以外は「出水中央」と呼ばれている。鹿児島県には『中央』と付く高校は当校以外に5校（鹿児島中央、薩摩中央、種子島中央、国分中央、鹿屋中央）ある。

## 設置学科
- 普通科
  - 普通課程
  - 教養課程
  - 特進課程
- 医療福祉科
- 看護学科
  - 基礎課程
  - 専門課程

## 沿革
- 1950年（昭和25年） - 出水学園高等学校として設置される[1]。
- 1985年（昭和60年） - 出水中央高等学校に改称。

## 建学の精神
- 元々は現在の校訓が建学の精神であったが、和（世界平和など）の為の新たな精神が発表された。
  - 和の精神

## 校訓
- 最近まで校訓とは言わず、建学の精神としていたが、『和の精神』を新たな建学の精神とし、最近校訓とした。
  - 協調
  - 規律
  - 勤労

## 提携校
- サンタモニカカレッジ

## 出身者
- ドン荒川 - プロレスラー
- 青木和義 - 元プロ野球選手（西武ライオンズ） ※2007年4月に社会科教諭、2009年4月に野球部監督に就任。
- 福満隆貴 - サッカー選手（アビスパ福岡）
- 西政幸 - 陸上競技選手、指導者
- 一山麻緒 - 陸上競技選手（資生堂）
- 宮田輝星 - プロ野球選手（北海道日本ハムファイターズ）
- 細山田水紀 - ゲームプロデューサー（ぷよぷよシリーズ）